# Saturnus (mytologi)
För andra betydelser, se Saturnus (olika betydelser).

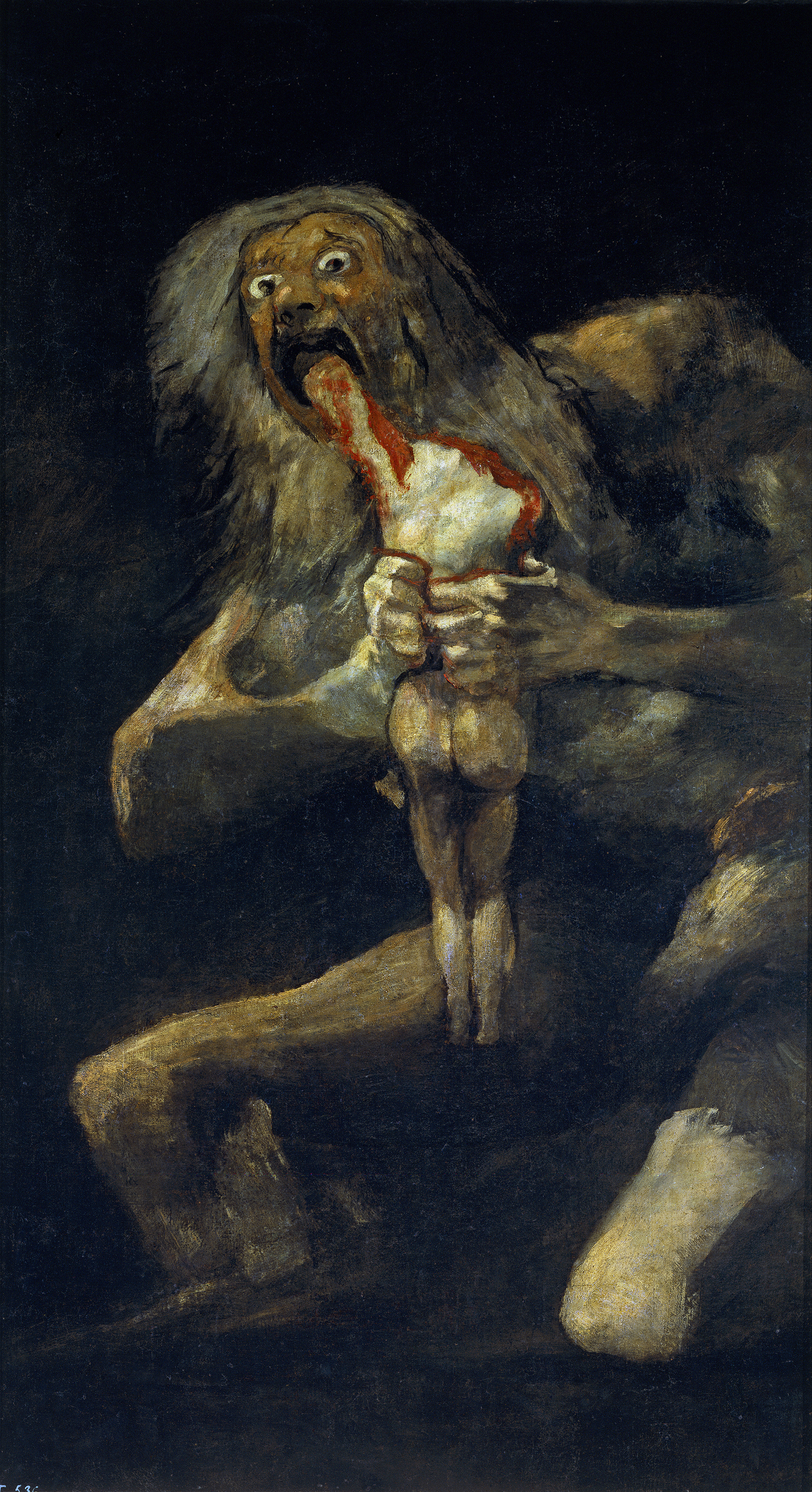
Saturnus slukar sin son (1819-1823), av Goya. Pradomuseet, Madrid.

Saturnus är en gud i romersk mytologi som brukar identifieras med Kronos i den grekiska mytologin. Han dyrkades som såningsgud samt ansågs tillsammans med sin maka, Ops, skänka fruktbarhet och goda gåvor. Han gällde som beskyddare av jordbruk, fruktträdsskötsel och vinodling. Till följd därav betraktades han som en mänsklighetens välgörare och främjare av välstånd och seder. Han avbildades som en gammal man med skära eller trädkniv i handen. 
En profetia gjorde gällande att han skulle förgöras av en av sina egna söner. Därför åt han upp alla sina barn utom sonen Jupiter som hans hustru hade gömt på Kreta.
Saturnus förknippades med mat, dryck och skörd. De årliga midvinterfesterna till hans ära var mycket populära, lössläppta tillställningar som varade i flera dagar. Officiellt var dessa festligheter, "saturnalierna", hyllningar till hans tid som kung i Rom under den gyllene tidsåldern. Saturnus var far till bland andra guden Jupiter.
Lördag på latin heter dies Saturni. Ordagrant betyder det "Saturnus dag".